# Fasonolitiejnaja
Fasonolitiejnaja (ros. Фасонолитейная) – przystanek kolejowy w miejscowości Briańsk, w obwodzie briańskim, w Rosji. Położony jest na linii Briańsk – Smoleńsk.